# Hubert Brunard
Hubert Frédéric Brunard (Brussel, 9 augustus 1846 - 22 december 1920) was een Belgisch advocaat en senator.

## Levensloop
Brunard was een afstammeling van de bekende industriëlen Brunard. Hij promoveerde tot doctor in de rechten en werd advocaat.
Hij was korte tijd actief in de gemeentepolitiek in Elsene: gemeenteraadslid (1881-1883) en schepen (april tot juni 1881).
In 1914 werd hij tot liberaal senator verkozen voor het arrondissement Brussel en behield dit mandaat tot in 1919.

## Publicaties
- Décret du 26 pluviose An II. Du privilège des entrepreneurs publics et son abrogation, Brussel, 1880.
- De la téléphonie. Commentaire de la loi du 11 juin 1883, Brussel, 1884
- Un programme politique et social. Méditations et réflexions, Brussel, 1918